# Cégeps en spectacle
Cégeps en spectacle est un concours artistique annuel francophone qui a lieu dans la province de Québec, au Canada. Il s'adresse aux étudiants fréquentant le cégep. Il a servi de tremplin pour la carrière de plusieurs artistes québécois.

## Historique
À l'automne 1979, constatant l'enthousiasme de plusieurs étudiants lors d'un concours de variétés, Michel Drainville, un animateur socioculturel du Collège Ahuntsic, propose aux 
institutions collégiales du Montréal métropolitain la création d'un concours entièrement francophone réunissant tous les arts de la scène. Huit cégeps participent à cette première version de Cégeps en spectacle : Ahuntsic, Granby, Joliette, Rosemont, Saint-Jean-sur-Richelieu, Maisonneuve, André-Laurendeau et Vanier. Le 5 décembre 1979, la première finale locale de l’histoire se tient au Collège Ahuntsic, suivi le 26 avril 1980, de la finale régionale où Martine St-Clair est sacrée grande gagnante. 
Une finale nationale s'impose un an plus tard (en 1981), de même qu'un Comité national qui voit à superviser chacune des éditions du concours. Des huit collèges qui répondent à l'invitation au printemps 1980 à la cinquantaine qui y participent depuis 1995, preuve est faite et répétée que Cégeps en spectacle est le plus important concours des arts de la scène du réseau collégial québécois. Depuis mars 1999, l’événement est produit par le Réseau intercollégial des activités socioculturelles du Québec (RIASQ).

## Déroulement
Le concours se déroule en trois étapes, chacune devant favoriser l'engagement et la participation des étudiantes et des étudiants dans tous les domaines du spectacle, que ce soit l'accueil, la recherche de commandites, les communications, la technique, la logistique, etc. 
La finale locale se déroule à l'intérieur de chacun des collèges membres; le jury sélectionne un numéro gagnant pour la finale régionale.
La finale régionale se déroule à l'intérieur de chacune des cinq régions et regroupe les gagnantes et les gagnants locaux; deux numéros gagnants sont sélectionnés pour la finale nationale (provinciale).
La finale nationale se déroule chaque année dans une région différente et regroupe dix gagnantes et gagnants régionaux; trois numéros gagnants sont choisis par les membres du jury.
Les objectifs :
- Promouvoir les arts de la scène;
- Promouvoir l 'usage de la langue française;
- Offrir la possibilité aux étudiantes et étudiants du collégial de prendre contact avec les différents métiers reliés au monde du spectacle.

## Anciens participants
- Martine St-Clair (1980)
- Chantal Lamarre (1981)
- Claudine Mercier (1981)
- Sylvain Cossette (1981 et 1982)
- Jean-Marie Lapointe (1983 et 1984)
- France D'Amour (1984)
- Claude Legault (1984 et 1985)
- Robert Brouillette (1984, 1985 et 1989)
- Luc De Larochellière (1985)
- Michel Courtemanche (1985)
- Les Bananélectriks - Lewis Martin Soucy & David Castel (1985 et 1986)
- Marc-André Coallier (1985)
- François Massicotte (1986)
- Anthony Kavanagh (1987)
- Patrick Huard (1987)
- Bryan Perro (gagnant 1988)
- Éric Salvail (1988, 1989)
- Luck Mervil (1989)
- Martin Petit (1989 et 1990)
- Laurent Paquin (1990)
- Martin Deschamps (1990)
- Ken Scott (1990)
- Isabelle Boulay (1991)
- Stéphane Archambault (1991)
- Michèle-Barbara Pelletier (1991)
- Raja Ouali (1993)
- Steve Hill (1993 et 1994)
- Mars Phoenix (1993 et 1994)
- Isabelle Blais (1994)
- Noir Silence (1994)
- Yann Perreau (1994)
- Daniel Boucher (1995)
- Vincent Vallières (1996 et 1997)
- Ariane Moffatt (1998)
- Karkwa (1999)
- Pépé et sa guitare (2002)
- Daniel Coutu (2003)
- Aleksi Campagne (2012)